# 映像 (ドビュッシー)
『映像』（えいぞう、Images）は、クロード・ドビュッシーが作曲したピアノ曲および管弦楽曲。全部で4集があり、第1集と第2集はピアノ曲、第3集は管弦楽曲である。ただし、第3集は単に「管弦楽のための映像」と呼ばれることが多い。この他に、生前には出版されなかったピアノのための1集があり、『忘れられた映像』と呼ばれている。

## 作曲の経緯

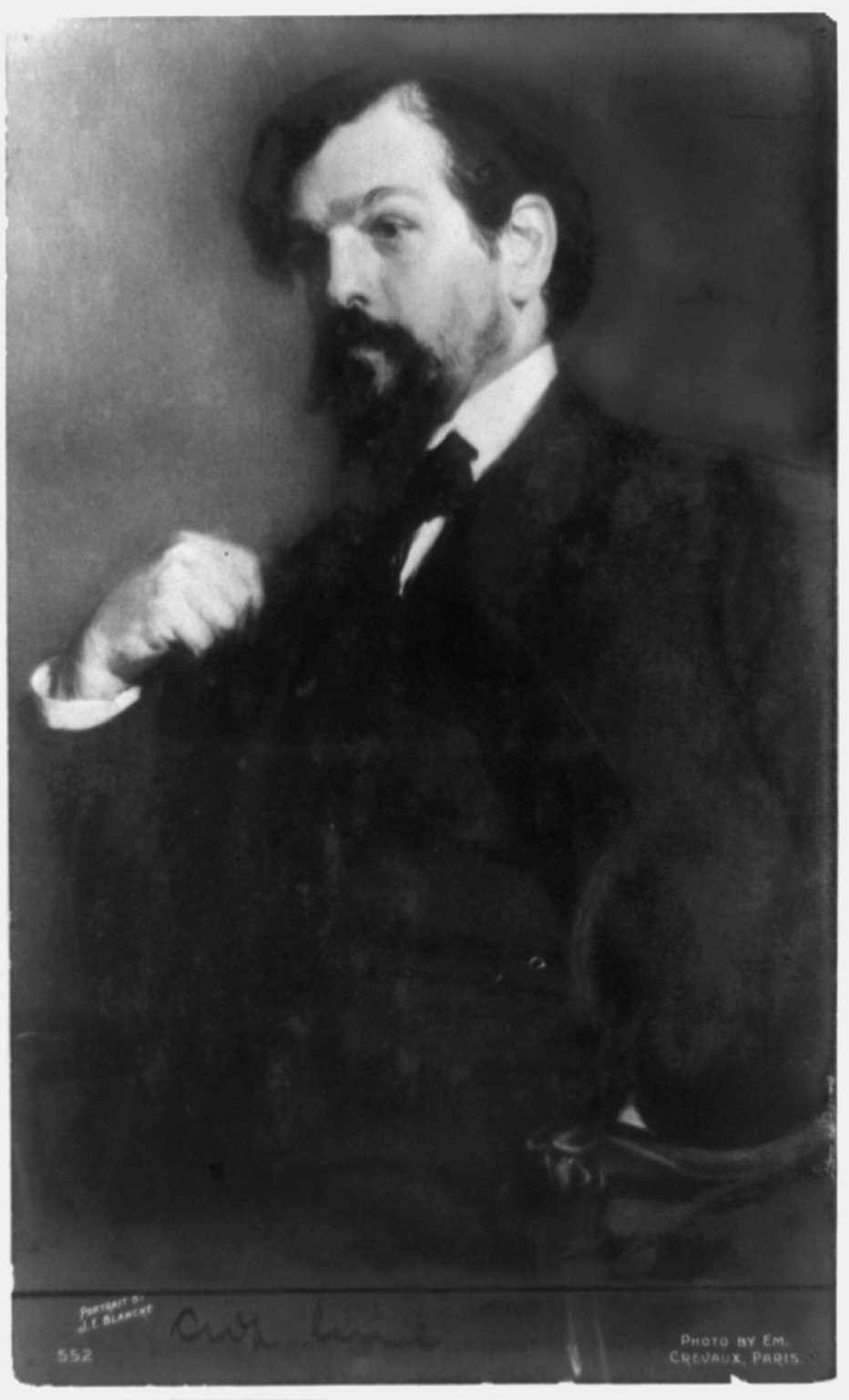
『映像』第2集完成の年、1907年当時のドビュッシー

1903年7月にデュラン社と出版の契約を行った際には、独奏ピアノのための3曲＋2台のピアノまたは管弦楽のための3曲の計6曲から成る『映像』を2セット作る予定になっていた。この時点では以下の構成が計画されていた。
- 『映像』第1集 ： 1.「水に映る影」 2.「ラモー賛歌」 3.「動き」 4.「イベリア」 5.「悲しきジーグ」 6.「ロンド」
- 『映像』第2集 ： 1.「葉ずえを渡る鐘」 2.「荒れた寺にかかる月」 3.「金色の魚」 （4-6は未定）

（いずれも、1-3はピアノ独奏、4-6は2台ピアノもしくは管弦楽）
しかしこの企画は一旦棚上げとなり、この間に『版画』（1903年）や『海』（1905年）が作曲された。この頃、不倫騒動と離婚が原因で友人の多くを失ったドビュッシーは1905年7月から9月にかけて、内縁関係にあったエンマ・バルダックと共にイギリスのイーストボーンに渡り、この地で『映像』第1集の推敲を行った。この時に「水に映る影」は現行のものに差し替えられたが、そこには『海』を作曲した経験が影響していると考えられる。結局、当初の6曲ではなくピアノ独奏曲3曲だけが『映像』第1集として完成し、ドビュッシーはこの曲集について「シューマンの左かショパンの右に位置するだろう」と語るほどの自信を見せた。翌1906年からは残りの作品にも着手し、1907年10月には『映像』第2集が完成する。当初2台のピアノを想定していた残りの3曲は曲名に多少の変更を行い（「悲しきジーグ」→「ジーグ」、「ロンド」→「春のロンド」）、さらに「イベリア」と「ジグ」の曲順を入れ替えて、管弦楽曲として順次完成した（1908年に「イベリア」、1909年に「春のロンド」、1912年に「ジーグ」）。ピアノ連弾用と2台のピアノ用の編曲はアンドレ・カプレに任された。「春のロンド」の校正を手伝ったカプレは、ドビュッシーの死後、1.「春のロンド」、2.「ジーグ」、3.「イベリア」の曲順を採用している。

## 映像 第1集 (Images I)
1904年-05年作曲。第2曲の「ラモーを讃えて」のみ先に初演されている。1905年12月、モーリス・デュメニールによって初演された。全曲の初演は、翌1906年2月6日、ルイ・ラロワによるレクチャー・コンサート「ドビュッシーの作品」の中でリカルド・ビニェスによる。
- 水に映る影（Reflets dans l'eau）
『水の反映』とも訳され、そちらのほうがより直訳的である。ドビュッシーが数多く作曲したピアノ曲で、水を題材にした曲の中でも特に有名な曲。難易度については、繊細かつ高度な技術が必要とされる。
- ラモー賛歌（Hommage à Rameau）
『ラモーをたたえて』とも訳される。曲の中では教会旋法や全音音階などが使われ、主題はラモーが得意としたオルガンのような響きを持っている。
- 動き（Mouvement）
『運動』とも訳される。

## 映像 第2集 (Images II)
1907年10月に完成した。1906年12月に一部分だけリカルド・ビニェスによって初演されている。全曲の初演は1908年2月21日。同じくリカルド・ビニェスによる。
- 葉ずえを渡る鐘（Cloches à travers les feuilles） 
『葉蔭を漏れる鐘の音』とも訳される[注 3]。全音音階と五音音階が特徴的に使われている。
- 荒れた寺にかかる月（Et la lune descend sur le temple qui fut） 
『そして月は廃寺に落ちる』とも訳される。
- 金色の魚（Poissons d'or）
金魚ではなく、ドビュッシーの書斎に飾ってあった日本の漆器盆に金粉で描かれた錦鯉に触発された作品。

## 管弦楽のための『映像』
「ジーグ」、「イベリア」、「春のロンド」の3曲から構成され、各曲はそれぞれがイギリス（スコットランド）、スペイン、フランスの民族音楽的なイメージを持つ。組曲の体裁はとられているが各曲の作曲時期、楽器編成は異なっており、各曲は半ば独立した作品と見ることができる。以下の曲順は全曲の作曲後に決められたものであるが、この順に演奏する場合と、完成順に演奏する場合とがある。また、『イベリア』はしばしば単独で演奏される。

### ジーグ（Gigues）
1909年から1911年にかけて作曲された。演奏時間は約7分。「ジグ」と表記する場合もある。スコットランドの音楽を題材にしており、同様のテーマの作品には『スコットランド風行進曲』（1891年）がある。1905年の渡英時に触れたバグパイプの響きがオーケストレーションに影響していると言われる。

#### 編成
ピッコロ2、フルート2、オーボエ2、オーボエ・ダモーレ、コーラングレ、クラリネット3、バス・クラリネット、ファゴット3、コントラファゴット、ホルン4、トランペット4、トロンボーン3、ティンパニ、スネアドラム、シンバル、シロフォン、チェレスタ、ハープ2、弦五部

### イベリア（Ibéria）
1905年から1908年にかけて作曲された。これ自体が3曲からなる。演奏時間は約20分。ドビュッシーがスペインを題材にするのは『リンダラハ』（1901年）、『版画』（1903年）の第2曲「グラナダの夕暮れ」に続いてであり、さらに後の『前奏曲集』第1巻（1910年）の「とだえたセレナード（さえぎられたセレナード）」、同第2巻（1913年）の「ヴィーノの門」につながるものである。なお、「とだえたセレナード」には『イベリア』の「祭りの日の朝」の主題が引用されている。
- 街の道と田舎の道（Par les rues et par les chemins）
- 夜の薫り（Les parfums de la nuit）
- 祭りの日の朝（Le matin d'un jour de fête）

#### 編成
ピッコロ、フルート3（持ち替えでピッコロ1）、オーボエ2、コーラングレ、クラリネット3、ファゴット3、コントラファゴット、ホルン4、トランペット3、トロンボーン3、チューバ、ティンパニ、スネアドラム、シンバル、タンブリン、カスタネット、シロフォン、鐘、ハープ、チェレスタ、弦五部

### 春のロンド（Rondes de printemps）
1905年から1909年にかけて作曲された。アンドレ・カプレの手を借りてオーケストレーションが完成されたと言われる。演奏時間は約8分。フランスの童謡「ねんね、ぼうや」と「もう森へは行かない」が使われている。（後述）

#### 編成
フルート3（持ち替えでピッコロ2）、オーボエ2、コーラングレ、クラリネット3、ファゴット3、コントラファゴット、ホルン4、ティンパニ、タンブラン（プロヴァンス太鼓）、シンバル、トライアングル、チェレスタ、ハープ2、弦五部

## 忘れられた映像 (Images oubliées)

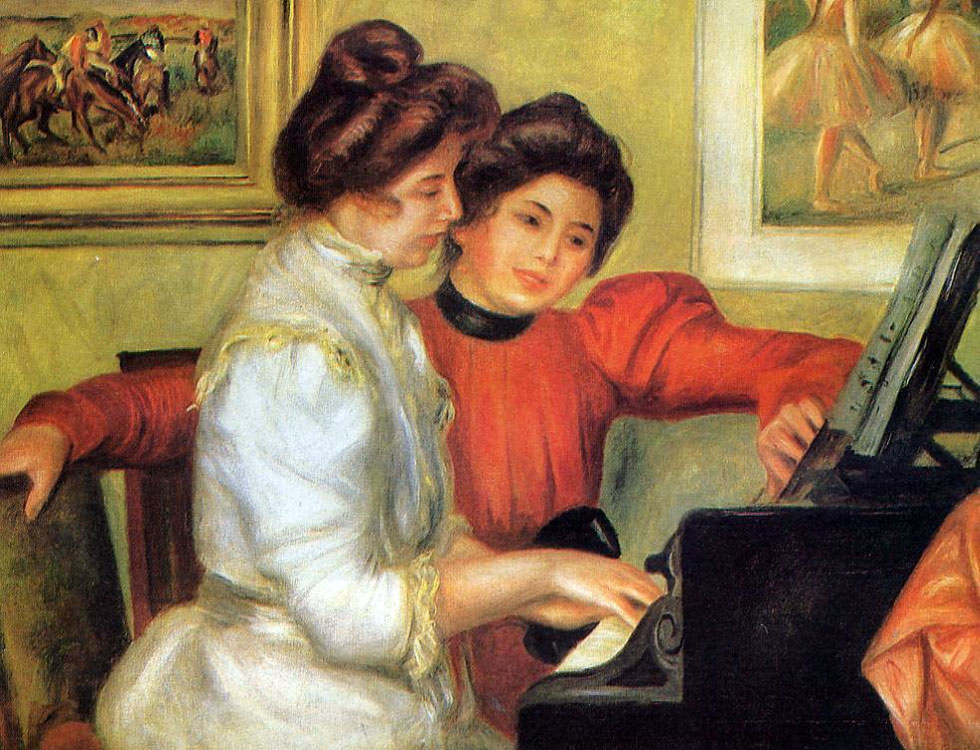
『ピアノを弾くイヴォンヌとルロル』（ルノアール、1897年、オランジュリー美術館蔵）

1894年作曲。生前は未出版。ドビュッシーの死後から時を経て1977年に出版された際、上記のタイトルが付けられた。ドビュッシーの友人で画家アンリ・ルロルの娘イヴォンヌに献呈された。イヴォンヌはルノアールの絵画「ピアノを弾くイヴォンヌとルロル」に妹と共に描かれている。
- レント（Lent）
- ルーヴルの思い出（Souvenir du Louvre）
『ピアノのために』第2曲「サラバンド」に転用された。
- 嫌な天気だから「もう森へは行かない」の諸相（Quelques aspects de “Nous n'irons plus au bois” parce qu'il fait un temps insupportable）
『版画』第3曲「雨の庭」に改作された。

### もう森へは行かない
ドビュッシーには全作品中4曲「嫌な天気だから、もう森へは行かない」というフランスの童謡に基づく曲がある。一つは『忘れられた映像』第3曲『嫌な天気だから“もう森へは行かない”の諸相』である。これは後に『版画』第3曲『雨の庭』において、同じ童謡の主題を用いながらもよりピアニスティックな技巧が映え、また主題の展開が『諸相』よりも散文的ではなくよりまとまりのある曲に書き改められた。さらに『管弦楽のための映像』第3曲『春のロンド』にも同じ童謡の主題が出てくる。もう一つは若い頃に書かれた歌曲『眠りの森の美女』で、これは歌の合間に出てくる対旋律中でやはりこの童謡が用いられている。
この童謡については他にも、ジャン・アランによる子供のためのピアノ教材用の2声カノンが出版されている。

### 注
1. ↑  これより先、1901年末にピアニストのリカルド・ビニェスはプライベートの場でドビュッシー自身のピアノにより「水に映る影」と「動き」の2曲を聴いている[2]。ただし「水に映る影」は後に破棄されたものであり、現行のものとは違う曲である[3]。破棄された方の「水に映る影」がどのような曲だったのかは今となってはわらかない[3]。
2. ↑  1906年3月初演、とするものもある[13]
3. ↑  トリスタン・ミュライユにこの曲名を逆にした「鐘を渡る葉ずえ Les feuilles à travers les cloches」という楽曲がある。